# 사카이촌 (아이치현 헤키카이군)
사카이촌(境村)은 아이치현 헤키카이군에 설치되었던 촌이다. 현재의 가리야시 북부에 해당한다.